# 高村豊周

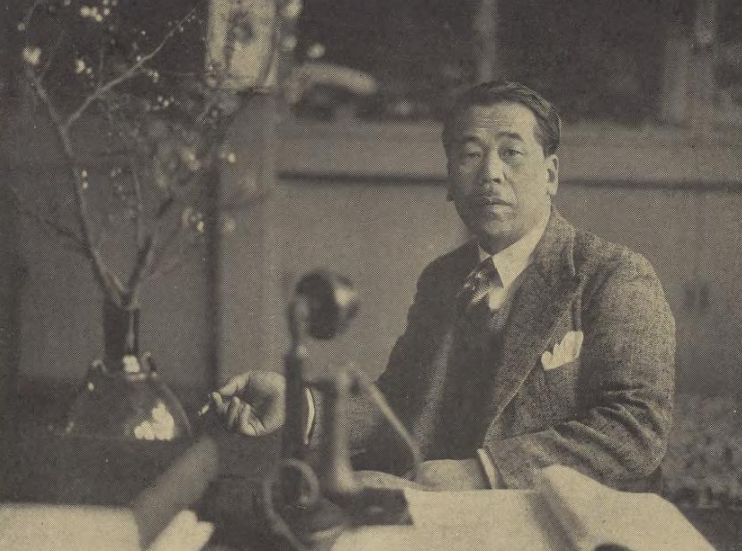
高村豊周

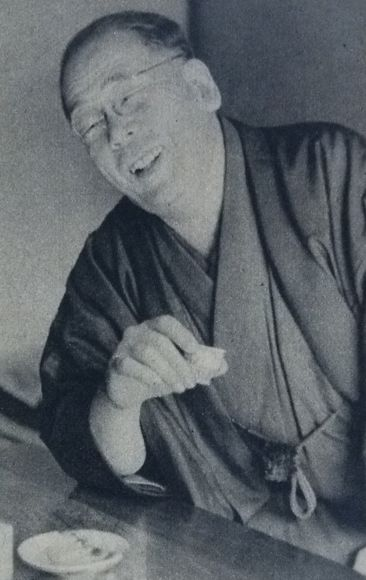
1955年撮影

高村 豊周（たかむら とよちか、1890年〈明治23年〉7月1日 - 1972年〈昭和47年〉6月2日）は、日本の鋳金家。金沢美術工芸大学名誉教授。日本芸術院会員。

## 略歴
高村光雲の三男、高村光太郎の弟として東京下谷区に生まれる。津田信夫に入門、1915年（大正4年）に東京美術学校鋳造科本科を卒業する。
1919年（大正8年）、岡田三郎助、長原孝太郎、藤井達吉らと装飾美術家協会を設立。1926年（大正15年）、東京美術学校助教授。同年、工芸団体・无型（むけい）を組織し、1935年（昭和10年）、実在工藝美術会結成に参加する。
その間、1934年（昭和9年）には帝展審査員に就任。その後も新文展、日展審査員を務める。
1933年（昭和8年）、東京美術学校教授、1949年（昭和24年）、金沢美術工芸専門学校（現・金沢美術工芸大学）教授、日展運営会参事、日本芸術院会員。1958年（昭和33年）、日展理事、鋳金家協会会長。1964年（昭和39年）年、正月に宮中歌会始の召人となる、重要無形文化財保持者（人間国宝）に認定。1967年（昭和42年）、勲三等旭日中綬章受章。
東京美術学校在学中に与謝野鉄幹・晶子夫妻に師事して短歌を学び、遺歌集も含め4冊の歌集がある。また、光太郎、高村智恵子の顕彰にも努めた。写真家の高村規（ただし）は息子で、光雲・光太郎らの作品鑑定も行っている。妻の美和は実業家、松田登三郎の次女。
1972年（昭和47年）6月2日、肺炎のため東京都文京区の自宅で死去。6日、同区の吉祥寺で告別式が行われた。墓所は染井霊園。
2010年、METAL ART MUSEUM HIKARINOTANI（印西市）にて、「生誕120年記念 高村豊周展」が開催された（会期：2010年8月14日 - 10月17日）。

## 著書
- 歌集『露光集』（筑摩書房、1960年）
- 『光太郎回想』 有信堂、1962年
『定本光太郎回想』 有信堂、1972年
『光太郎回想』 日本図書センター〈人間叢書〉、2000年
- 歌集『歌ぶくろ』 筑摩書房、1966年
- 『自画像』 中央公論美術出版、1968年
- 歌集『おきなぐさ』 角川書店、1969年
- 歌集『清虚集』 文治堂書店、1973年
- 『高村豊周 鋳金-人間国宝シリーズ26』 講談社、1980年
- 『鋳-高村豊周作品集』 高村豊周作品集刊行会編、高村豊周作品集刊行会、1981年
大判の図版本である。
- 『高村豊周文集』全5巻 高村美佐編、高村豊周文集刊行会、1992 - 1994年
文集（1909 - 1972年）（1巻 - 4巻）および補遺・草稿（5巻）から構成されている。

## エピソード
銀座のシンボルである4丁目交差点の「和光」の名付け親である。1934年に第1回「和光会工芸展」を銀座服部時計店で開催した。この「和光」の名前を気に入った服部時計店の当時の社長が、後に豊周の同意を得て、服部時計店の名前を「和光」と改めた。